# Edward Montagu Campbell Clarke
Sir Edward Montagu Campbell Clarke, britanski general, * 1885, † 1971.